# Hamppu
Hamppu är en ö i Finland. Den ligger i Skärgårdshavet och i kommunen Sagu i den ekonomiska regionen  Åbo ekonomiska region i landskapet Egentliga Finland, i den sydvästra delen av landet. Ön ligger omkring 25 kilometer söder om Åbo och omkring 140 kilometer väster om Helsingfors.
Öns area är 2,3 hektar och dess största längd är 220 meter i öst-västlig riktning. I omgivningarna runt Hamppu växer i huvudsak blandskog. Runt Hamppu är det glesbefolkat, med 10 invånare per kvadratkilometer. Närmaste större samhälle är Väståboland, 10,6 km nordväst om Hamppu.